# 世界労働組合連盟
世界労働組合連盟（せかいろうどうくみあいれんめい、英語：World Federation of Trade Unions（WFTU）、略称：世界労連）は、ギリシャ・アテネに本部を構える労働組合の世界組織である。現在、自称ではあるが110ヵ国、7,200万人が加盟している。

## 歴史
第二次世界大戦の終戦後、1945年9月25日から10月8日にかけて、フランスのパリで世界国際労働組合会議、世界労働組合大会が開催。56カ国6,880万人からなる世界労働組合連盟が発足した。しかし、1949年にはマーシャル・プランに対する支持の是非をめぐってアメリカ労働総同盟・産業別組合会議（AFL-CIO）など反共派の労組が脱退し、国際自由労働組合総連盟（ICFTU）を結成し、ユーゴスラビアと中華人民共和国の労組はそれぞれの政府がソビエト連邦とイデオロギー的に決裂した後脱退した。
1990年代のソビエト連邦の崩壊以降、東欧諸国やソ連のナショナルセンターが脱退したために加盟数が減少し、組織自体も脆弱化している。なお、現在、日本から加盟するナショナルセンターはないが、2005年時点では国公労連、全建労、建交労、日高教 (一橋)が世界労連のもとにある産業別インターナショナルに加盟している。全国労働組合総連合（全労連）も加盟はしていないが、大会などでメッセージを送り合うなどしている。